# 尼亞豐凱

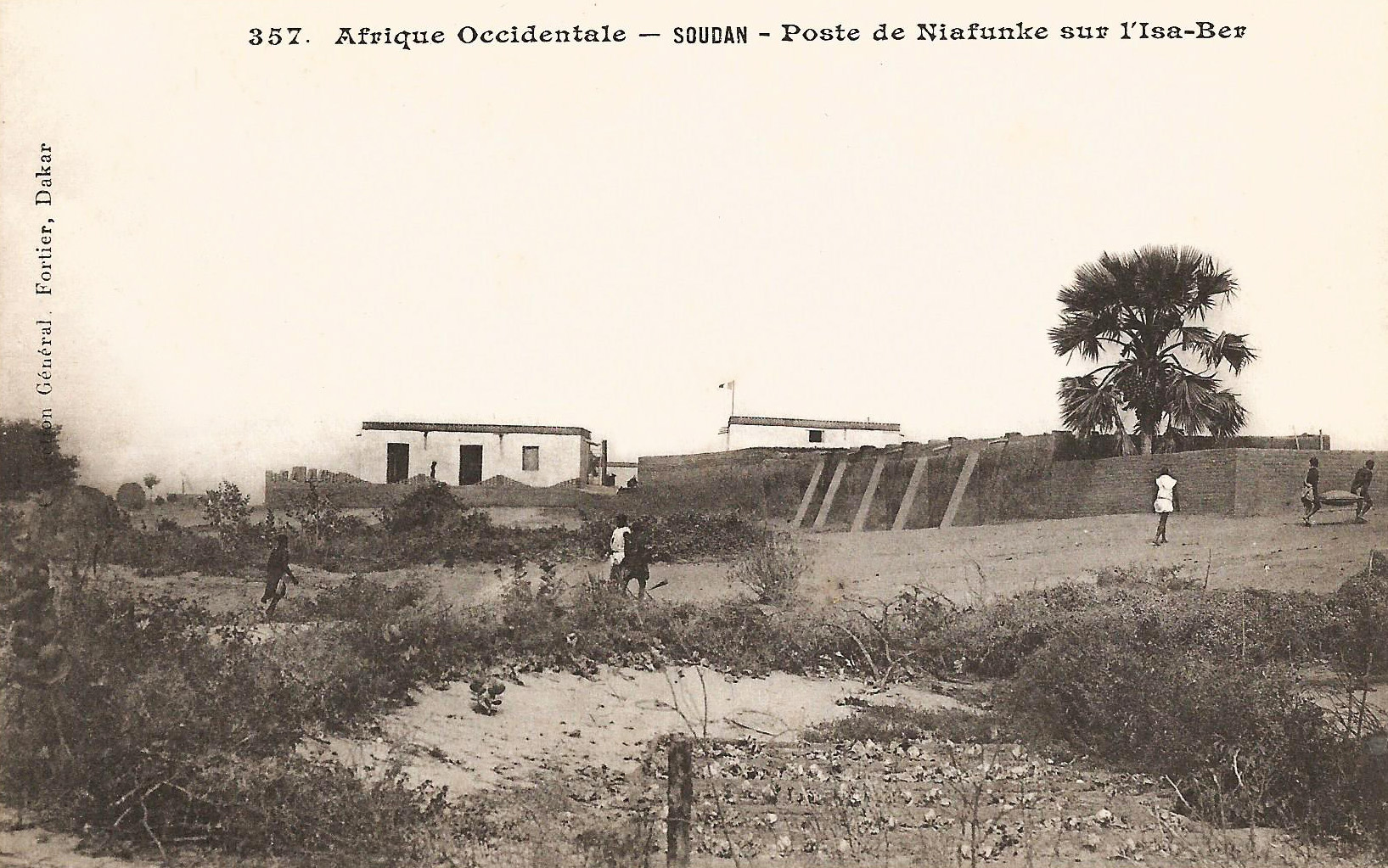
尼亞豐凱

尼亞豐凱（法語：Niafunké），是馬里的城鎮，位於該國北部，由通布圖區負責管轄，是尼亞豐凱省的首府，處於廷巴克圖西南面250公里的尼日爾河上。
15°55′52″N 3°59′24″W / 15.93111°N 3.99000°W